# Songs for Slim (2013)
| Críticas profissionais | Críticas profissionais |
| Avaliações da crítica  | Avaliações da crítica  |
| Fonte                  | Avaliação              |
| ---------------------- | ---------------------- |
| Allmusic               | [ 1 ]                  |
| Rolling Stone          | [ 2 ]                  |

Songs for Slim é um EP da banda The Replacements, gravado em 2012 e lançado em 5 de março de 2013, nas versões em disco de vinil de 12 polegadas e download digital. O EP foi lançado com uma quantidade limitada de 250 discos, e a renda obtida foi destinada à recuperação do guitarrista Slim Dunlap, que sofreu um acidente vascular cerebral em fevereiro de 2012.

## Faixas
| Lado A |                       |                |         |  |
| N.º    | Título                | Compositor(es) | Duração |  |
| 1.     | "Busted Up"           | Slim Dunlap    | 3:27    |  |
| 2.     | "Radio Hook Word Hit" | Slim Dunlap    | 2:56    |  |

| Lado B |                                |                               |         |  |
| N.º    | Título                         | Compositor(es)                | Duração |  |
| 1.     | "I'm Not Sayin'"               | Gordon Lightfoot              | 3:07    |  |
| 2.     | "Lost Highway"                 | Leon Payne                    | 2:23    |  |
| 3.     | "Everything's Coming Up Roses" | Stephen Sondheim / Jule Styne | 2:04    |  |